# José Alfonso Suárez del Real
José Alfonso Suárez del Real y Aguilera (Ciudad de México, 30 de diciembre de 1953) es un periodista y político mexicano, miembro del partido Morena. Actualmente se desempeña como Ministro de la Oficina de México ante el Consejo de Europa desde el 20 de abril de 2022.
Fue militante del Partido de la Revolución Democrática (PRD) entre 1994 y 2014. Fue jefe delegacional interino de la delegación Cuauhtémoc en 2003 y diputado federal de 2006 a 2009. En 2014 se incorporó a Morena y desde entonces se ha desempeñado como diputado de la Asamblea Legislativa de la Ciudad de México de 2015 a 2018, secretario de Cultura de la Ciudad de México de 2018 a 2020, secretario de Gobierno de la Ciudad de México de 2020 a 2021 y, posteriormente, jefe de la Oficina de la Jefatura de Gobierno de la Ciudad de México de 2021 a 2022; todas durante la jefatura de Claudia Sheinbaum.

## Trayectoria profesional

### Estudios
José Alfonso Suárez del Real tiene estudios de periodismo en la UNAM

## Carrera política
Fue miembro del Partido de la Revolución Democrática desde 1994, fue presidente del partido en el I Distrito Electoral Federal del Distrito Federal, secretario técnico de la Comisión de Protección Civil de la Asamblea Legislativa del Distrito Federal de 1994 a 1997, en la Delegación Cuauhtémoc ha sido subdelegado territorial Juárez-San Rafael de 1997 a 1998, Coordinador de asesores de 1998 a 2002 y director general jurídico y de Gobierno de 2002 a 2003, ese último año la delegada Dolores Padierna renunció al cargo para ser candidata a diputada federal y José Alfonso Suárez del Real la suplió como delegado sustituto. Posteriormente fue director general de regulación al transporte en la Secretaría de Transportes y Vialidad de 2004 a 2005 y subdirector general Jurídico y de Seguridad Institucional del Sistema de Transporte Colectivo Metro de 2005 a 2006.
En 2006 fue electo diputado federal por el XII Distrito Electoral Federal del Distrito Federal a la LX Legislatura hasta 2009, en la cual se desempeñó como secretario de la Comisión de Cultura y miembro de las de Defensa Nacional y del Distrito Federal, así también Presidente del Consejo Editorial, Presidente del Grupo de amistad México-Bélgica, Segundo VicePresidente del Parlatino y en los Últimos Meses de la LX Legislatira Fue Presidente de la Comisión de Cultura. 
De 2009 a 2012 participó en la Unidad de Vinculación Ciudadana de la Secretaría de la Defensa Nacional apoyando a su excompañera legisladora Marina Arvizu como moderador-relator de las Mesas de diálogo ciudadano con las fuerzas armadas en las XII Regiones Militares y en Ciudad Juárez, Chihuahua. 
En 2009 renunció a su militancia en el PRD ante la decisión de establecer una alianza con el Partido Acción Nacional. 
En 2013 fue invitado por el Ing. Joel Ortega Cuevas a formar parte del STC-Metro como Director de Administración de Personal y en marzo de se año como Subdirector General de Administración y Finanzas. Así mismo propició la construcción de la Cooperativa Cultural Metro a fin de facilitar el acceso a la cultura a los 5.3 millones de pasajeros que utilizan este transporte para ejercer su derecho a la movilidad en la zona metropolitana. 
Desde septiembre de 2009 es colaborador habitual de la revista Siempre! presencia de México, por la cual recibió el galardón del Premio Nacional de Periodismo 2014. Colabora semanalmente en el programa radiofónico Voces del Periodista que conduce Celeste Sainz de Miera. 
En 2015 fue electo diputado por el Distrito Electoral XII en el Distrito Federal por Morena.
En 2018 fue designado como Secretario de Cultura de la Ciudad de México y en julio de 2020 sustituyó a Rosa Ícela Rodríguez como Secretario de Gobierno de la Ciudad de México. Fue sustituido en el cargo por Martí Batres en julio de 2021.
En enero de 2022 fue propuesto por Andrés Manuel López Obrador para convertirse en titular de la Oficina de México ante el Consejo de Europa,cargo para el que fue ratificado en abril de 2022.
A julio de 2025, durante el gobierno de Claudia Sheinbaum, trabaja como asesor político de Comunicación  Social de la Presidencia de la República.